# شب اول هجده سالگی
شب اول هجده سالگی یا دیاپازون فیلمی به کارگردانی حامد تهرانی و تهیه‌کنندگی علیرضا شجاع نوری و محصول سال ۱۳۹۷ است.

## داستان
در فیلم شب اول هجده سالگی داستان هدی، یک دانش‌آموز دبیرستانی باهوش و محبوب را روایت می‌کند که در شب تولد ۱۸ سالگی‌اش، همراه با دوستانش در شهربازی تهران جشنی شاد ترتیب داده است. این شب که قرار بود لحظه‌ای به‌یادماندنی باشد، با یک سوءتفاهم غم‌انگیز به فاجعه‌ای غیرمنتظره تبدیل می‌شود. ارغوان، دوست صمیمی هدی، در جریان مشاجره‌ای با برادرش مورد سوءتفاهم قرار می‌گیرد. برادر ارغوان، به اشتباه فکر می‌کند هدی خواهرش است و در لحظه‌ای از خشم، او را هل می‌دهد. این حادثه منجر به مرگ ناگهانی هدی می‌شود و …

## بازیگران
- ژاله صامتی
- بهنوش بختیاری
- علیرضا استادی
- مهدی حسینی نیا
- حسین تهرانی
- ایلیا کیوان
- معصومه رحمانی
- بابک نوری
- علیرضا ساوه درودی
- مهرنوش حاجی خانی
- شادی گنجی
- مهران آتش زای
- مهسا اکبری
- سارا سرابی
- غزل غلامی
- یکتا طبیبی
- بیتا تقی پور